# Tony Arzenta - Big Guns
Tony Arzenta - Big Guns è un film del 1973 diretto da Duccio Tessari.

## Trama
Il killer Tony Arzenta, al servizio di una potente organizzazione mafiosa con rami a Milano, Parigi, Amburgo e Copenaghen, decide di cambiare vita, poiché ha una famiglia a cui pensare. Tuttavia egli sa troppe cose, così i suoi capi decidono di eliminarlo, mettendo una bomba nella sua automobile; ma nell'esplosione, invece del sicario, muoiono la consorte ed il figlioletto. Tony condurrà allora una sanguinosa vendetta contro gli ex capi e i loro scagnozzi.

## Produzione
Il film è stato girato tra Torino, Milano, Parigi e Copenaghen, con esterni girati anche a Monza, Cavenago di Brianza, Noto e Pachino (entrambi in provincia di Siracusa).

## Distribuzione
Distribuito nei cinema italiani il 7 settembre 1973, il film ha incassato complessivamente quasi due miliardi di lire dell'epoca.